# 데위 산드라
데위 산드라(Dewi Sandra, 1980년 4월 3일 ~ )는 인도네시아의 가수이다. 브라질에서 영국인 아버지와 인도네시아인 어머니의 딸로 태어났다. 어린 시절에는 과체중이었지만 나중에 성장하면서 체중을 감량했다.
1999년부터 2004년까지 파나소닉 최우수 여자 진행자상을 수상했으며 2001년에는 인도네시아 뮤직 어워드(Indonesia Music Award)에서 베스트 R&B 부문을 수상했다.

## 앨범
- Hangatnya Cinta (1995)
- Kurasakan (1998)
- Tak Ingin Lagi (2000)
- Kuakui (2004)
- Star (2007)
- Wanita (2009)